# المواطنة في جمهورية
المواطنة في جمهورية (بالإنجليزية: Citizenship in a Republic)‏ هو عنوان الخطاب السياسي الذي ألقاه الرئيس السابق للولايات المتحدة ثيودر روزفلت في صوربن في باريس (فرنسا) يوم 23 أبريل 1910.
اشتهر من هذا الخطاب الطويل المقطع الذي أشير إليه بالرجل في الميدان:
"ليس الاعتبار لمن ينتقد، ولا لمن يتشدق عن الرجل الشديد كيف تعثر، أو عن صاحب الأفعال ليته أحسن فيها. إنما التقدير كل التقدير لذلك الرجل في الميدان حقاً وصدقاً؛ ذاك الذي خالط الغبار والعرق والدم جبينه؛ ذاك الذي يكافح ببسالة؛ من يهفو ويجانب الصواب؛ من يكبو مراراً وتكراراً، لأنه لا جهد بلا خطأ أو تعثر؛ ولكنه وبكل تأكيد يناضل لأداء الأعمال، هو ذاك الذي اصطبغ بالحماس الكبير والإخلاص العظيم. من يهب نفسه لقضية هي أهل لها، فهو في أصلح الأحوال يعلم أن النصر في نهاية المطاف للإنجاز العظيم، وفي أتعس الأحوال إذا ما فشل فقد فشل وهو يكابد بكل ما لديه، ولذا فإن مقامه لن يكون أبداً مع أصحاب النفوس الباردة المرتعدة التي لا تعرف نصراً ولا هزيمة."